# Archaeogomphus vanbrinkae
Archaeogomphus vanbrinkae är en trollsländeart som beskrevs av Machado 1994. Archaeogomphus vanbrinkae ingår i släktet Archaeogomphus och familjen flodtrollsländor. Inga underarter finns listade i Catalogue of Life.